# Акбар Хашеми Рафсанжани
Акбар Хашеми Рафсанжани (перс. اکبر هاشمی رفسنجانی; Бахреман, 25. август 1934 — Таџриш, 8. јануар 2017) био је ирански политичар и четврти председник Исламске Републике Иран.

## Биографија
Рођен је покрај Рафсанжана на југу Ирана и потиче из једне од најбогатијих иранских породица. Студирао је заједно с Хомеинијем у Кому, а током 1960-их година затваран је због политичких активности против Пахлавијевог апсолутизма. Године 1968. објавио је књигу у којој велича Амира Кабира, каџарског министра из 19. века чије су реформе индустријализације оснажиле Иран против Британске и Руске Империје. Рафсанжани је након Иранске револуције обављао више високих политичких функција попут челника Савета целисходности, Скупштине стручњака и Исламске саветодавне скупштине (парламента), а сматра га се најутицајнијим човеком у држави након Алија Хамнеја. Од 3. августа 1989. године до 2. августа 1997. године обављао је функцију председника Ирана. Председником је покушавао постати још три пута: 2005. године када је изгубио трку против Ахмадинежада, те 2009. године и 2013. године када су му кандидатуре одбијене због изборних правила о старости (>75 год).